# Sgurgola
Sgurgola è un comune italiano di 2 374 abitanti della provincia di Frosinone nel Lazio.

## Geografia fisica

### Territorio
Il centro storico di Sgurgola è abbarbicato nel cuore dei Monti Lepini e si affaccia sulla Valle del Sacco; il territorio comunale si estende fino ai confini con Gorga, Anagni e Morolo.
Il territorio è prevalentemente collinare, con quote in genere comprese tra i 200 e 300 mslm; il punto più alto di Sgurgola si pone sui 407 mslm. Il Colle Castello si trova intorno ai 250 mslm, poco più alto il Colle Cippo, mentre il Colle Capocroce si pone intorno ai 290 mslm.
La parte più meridionale del territorio, che confina con quello di Gorga ha carattere montuoso, arrivando ai 946 metri del monte Rava Calvuccio. Le aree pianeggianti del territorio, che si trovano nella parte nord-occidentale del territorio, di fronte a quelle di Anagni,  sono utilizzate per la coltivazione di vigneti ed uliveti.
Nella parte settentrionale del territorio comunale scorre il fiume Sacco, un affluente del fiume Liri, dove confluiscono i corsi d'acqua a carattere torrentizio, che scorrono con un corso direzionato da sud a nord. Tra questi, il Fosse Colle Moschetto, il Fosso Maroni e il Fosso La Vecchia.

### Clima
Classificazione climatica: zona D, 1962 GR/G

## Origini del nome
Il nome deriverebbe dal termine longobardo sculca, dal significato di sentinella, con chiaro riferimento alla posizione dominante dell'abitato sul territorio circostante.

## Storia
Per tradizione Sgurgola è stata fondata da Spartaco, il gladiatore trace che guidò la rivolta degli schiavi del 73-71 a.C., nota come terza guerra servile. Tradizione a parte, il paese nacque in conseguenza delle invasioni barbariche, che spinsero le popolazioni circostanti, tra le quali quelle di Anagni e di Ferentino, a rifugiarsi sul colle posto in posizione protetta e di controllo della valle sottostante.
Papa Bonifacio VIII impose al medico e profeta valenzano Arnaldo da Villanova di risiedere alla Sgurgola. Qui egli compose una delle sue opere apocalittiche più importanti, il De mysterio cymbalorum Ecclesiae, in cui tirava le conseguenze ascetiche dell'imminenza della venuta dell'anticristo e della fine del mondo. Nel De mysterio cymbalorum Arnaldo si presentava come il profeta che suonava le campane della verità evangelica e preconizzava la povertà assoluta.
Sgurgola fu uno dei centri del basso Lazio interessati da violenti eventi di brigantaggio accaduti tra il 1860 e il 1870 nello Stato Pontificio.
Anche a Sgurgola si verificarono episodi di violenza sessuale, passati alla storia come Marocchinate, effettuati dai goumier marocchini inquadrati nel Corpo di spedizione francese in Italia..

### Simboli
Lo stemma è stato riconosciuto con decreto del capo del governo del 4 luglio 1929.
Il gonfalone è un drappo partito di rosso e di azzurro.

## Monumenti e luoghi d'interesse

### Architetture religiose
Eremo di San Leonardo
(Chiesa-romitorio – XIII secolo) L'eremo di San Leonardo si trova adagiato a mezza costa della montagna a sud del paesino laziale, a 693 metri di quota. Eretto sui resti di un monastero preesistente da monaci eremiti celestini, peraltro già presenti a Ferentino (Sant'Antonio Abate) ed a Supino (Sant'Antonio), probabilmente intorno alla fine del Duecento, all'interno conserva tuttora la venerata statua di San Leonardo di Noblat (VI secolo), patrono di Sgurgola fin dal 1200. Nei pressi dell'eremo sgorga una fonte d'acqua perenne non molto oltre si trova la Fonte dell'Acero.
Chiesetta di San Nicola
Chiesa del XIII secolo, di cui rimangono solo le mura in pietra calcarea bianca. Nei resti si riconosce la presenza di due piani, il resto di una volta a crociera, una porta laterale, e sul portale principale, una lunetta. Accanto alla chiesetta si apre un cunicolo, da cui d'inverno nasce un ruscello che scende a valle in paese. Da San Nicola si può partire per escursioni sui monti Lepini, ricchi di boschi, sorgenti e grotte.
Altre
- Chiesa di San Giovanni Battista
- Resti della Chiesa di San Sebastiano
- Chiesa di Santa Maria Assunta
- Campanile

### Architetture militari
- Ruderi della Rocca
- Torre di Mola Colonna
- Torre dell'Orologio

### Aree naturali
- Cascate del fiume Sacco
- Fonte dell'Acero

## Società

### Evoluzione demografica
Abitanti censiti

## Cultura

### Istruzione

#### Biblioteche
- Biblioteca Comunale di Sgurgola, che conserva oltre 2.500 testi.[14]

#### Musei
- Museo delle Bande Musicali, che raccoglie i costumi e strumenti della bande musicali italiane.[15]

### Eventi
- Festa dell'Uva che si svolge a fine settembre, tra canti e danze nelle vesti popolari ciociare.[15]

## Economia
Di seguito la tabella storica elaborata dall'Istat a tema Unità locali, intesa come numero di imprese attive, ed addetti, intesi come numero di addetti delle imprese locali attive (valori medi annui).
|           | 2015                  |                              |                            |                |                       |                     | 2014                  |                | 2013                  |                |
| --------- | --------------------- | ---------------------------- | -------------------------- | -------------- | --------------------- | ------------------- | --------------------- | -------------- | --------------------- | -------------- |
|           | Numero imprese attive | % Provinciale Imprese attive | % Regionale Imprese attive | Numero addetti | % Provinciale Addetti | % Regionale Addetti | Numero imprese attive | Numero addetti | Numero imprese attive | Numero addetti |
| Sgurgola  | 110                   | 0,33%                        | 0,02%                      | 213            | 0,2%                  | 0,01%               | 101                   | 205            | 104                   | 176            |
| Frosinone | 33.605                |                              | 7,38%                      | 106.578        |                       | 6,92%               | 34.015                | 107.546        | 35.081                | 111.529        |
| Lazio     | 455.591               |                              |                            | 1.539.359      |                       |                     | 457.686               | 1.510.459      | 464.094               | 1.525.471      |

Nel 2015 le 110 imprese operanti nel territorio comunale, che rappresentavano lo 0,33% del totale provinciale (33.605 imprese attive), hanno occupato 213 addetti, lo 0,2% del dato provinciale; in media, ogni impresa nel 2015 ha occupato poco meno di due addetti (1,94).

### Artigianato
Tra le attività economiche più tradizionali, diffuse e rinomate vi sono quelle artigianali, come la lavorazione e l'arte del ferro, del ricamo e del merletto.

## Infrastrutture e trasporti

### Strade
Tra le più rilevanti, la SP 145 che unisce il paese alla stazione ferroviaria e la SP 227 dei Monti Lepini, che conduce a Gorga e Morolo. 

### Ferrovie
Sgurgola è servita dalla Stazione di Sgurgola, sulla linea ferroviaria regionale del Lazio FL6.
Importante nodo ferroviario,interconnessione tra linea Roma-Cassino e l'Alta velocità Roma-Napoli AV/AC.

## Amministrazione
Nel 1927, a seguito del riordino delle circoscrizioni provinciali stabilito dal regio decreto n. 1 del 2 gennaio 1927, per volontà del governo fascista, quando venne istituita la provincia di Frosinone, Sgurgola passò dalla provincia di Roma a quella di Frosinone.

### Altre informazioni amministrative
- Fa parte della Comunità montana Monti Lepini, Ausoni e Valliva